# 维克托·佩奇
维克托·佩奇（義大利語：Víctor Pecci，1955年10月15日—），生于亚松森，巴拉圭男子网球运动员，1976年成为职业球手。他曾获得1979年法国网球公开赛男子单打亚军。他于1990年退役。